# Максимова (Абатський район)
Макси́мова (рос. Максимова) — присілок у складі Абатського району Тюменської області, Росія.
Населення — 102 особи (2010, 141 у 2002).
Національний склад станом на 2002 рік:
- росіяни — 98 %